# Орландо Сіті B
Орландо Сіті B (англ. Orlando City B) — американський футбольний клуб з Орландо, Флорида, заснований у 2015 році. По сезон 2017 року виступав у USL. Домашні матчі приймає на стадіоні «Орландо Сіті Стедіум», місткістю 25 500 глядачів.
Є фарм-клубом «Орландо Сіті». Виступав у Східній конференції USL. Із сезону 2019 року планується дебют команди у новоствореному турнірі «USL D3».